# Arbeitsgericht Chemnitz
Das Arbeitsgericht Chemnitz, ein Gericht der Arbeitsgerichtsbarkeit, ist eines der fünf sächsischen Arbeitsgerichte.

## Gerichtssitz und -bezirk
Das Gericht hat seinen Sitz in Chemnitz in der Zwickauer Straße 54.
Das Arbeitsgericht Chemnitz ist örtlich für Rechtsstreitigkeiten aus der Stadt Chemnitz, dem Landkreis Mittelsachsen und dem Erzgebirgskreis zuständig.
Die sachliche Zuständigkeit ergibt sich aus dem Arbeitsgerichtsgesetz.

## Übergeordnete Gerichte
Dem Arbeitsgericht Chemnitz sind das Sächsische Landesarbeitsgericht und im weiteren Rechtszug das Bundesarbeitsgericht übergeordnet.

## Geschichte
In der DDR bestanden gesonderte Arbeitsgerichte bis 1963, so auch das Kreisarbeitsgericht Karl-Marx-Stadt. Später wurden arbeitsrechtliche Verfahren von den Konfliktkommissionen und den Kreis- und Bezirksgerichten verhandelt.
Nach der Wende wurde das Land Sachsen wieder eingerichtet. Der sächsische Landtag beschloss am 12. Juni 1992 mit dem Sächsischen Gerichtsorganisationsgesetz die Aufhebung der Kreis- und Bezirksgerichte und die Einrichtung der Arbeitsgerichte, darunter des Arbeitsgerichtes Chemnitz. Das Arbeitsgericht Chemnitz war für die damaligen Kreise Annaberg, Brand-Erbisdorf, Chemnitz-Land, Flöha, Freiberg, Hainichen, Hohenstein-Ernstthal, Marienberg, Rochlitz, Stollberg und Zschopau sowie für die Kreisfreie Stadt Chemnitz zuständig.
Seit 1994 ist dem Arbeitsgericht Chemnitz die Geschäftsstelle für das Bezirks-Bühnenschiedsgericht Chemnitz angegliedert.